# 九廣鐵路公司
九廣鐵路公司（簡稱九廣鐵路，縮寫：KCRC）前身為香港政府部門之一的九廣鐵路局，負責營運九廣鐵路。九廣鐵路公司根據《九廣鐵路公司條例》，於1982年12月24日成立，為政府全資擁有的法定公營機構，以審慎的商業原則營運九廣鐵路。九鐵公司其後致力擴展鐵路網絡，新鐵路相繼落成並投入服務，計有新界西北部輕鐵系統、九廣西鐵、馬鞍山鐵路、尖沙咀支線、及落馬洲支線，並開始建造九龍南線。九鐵公司亦引進新一代列車、更新車隊、開辦京九及滬九直通車服務，以及發展物業，經營接駁巴士服務、過境貨運業務、商場、車站零售服務和商務設施、物業管理、廣告及推廣業務。
2007年12月2日，根據《兩鐵合併條例》，九鐵公司的服務併入地鐵公司，並命名為香港鐵路有限公司。香港鐵路有限公司營運九廣鐵路公司的鐵路資產，期滿後可予延續。鐵路網絡營運合併後，九廣鐵路公司仍擁有有關資產，所以現時主要為一間鐵路資產持有公司，並負責監督港鐵公司遵行服務經營權協議的條款，以港鐵公司每年的付款用作投資，支付公司未償還的債項，及管理其附屬公司，包括西鐵物業發展有限公司及其13家全資附屬公司。

## 背景

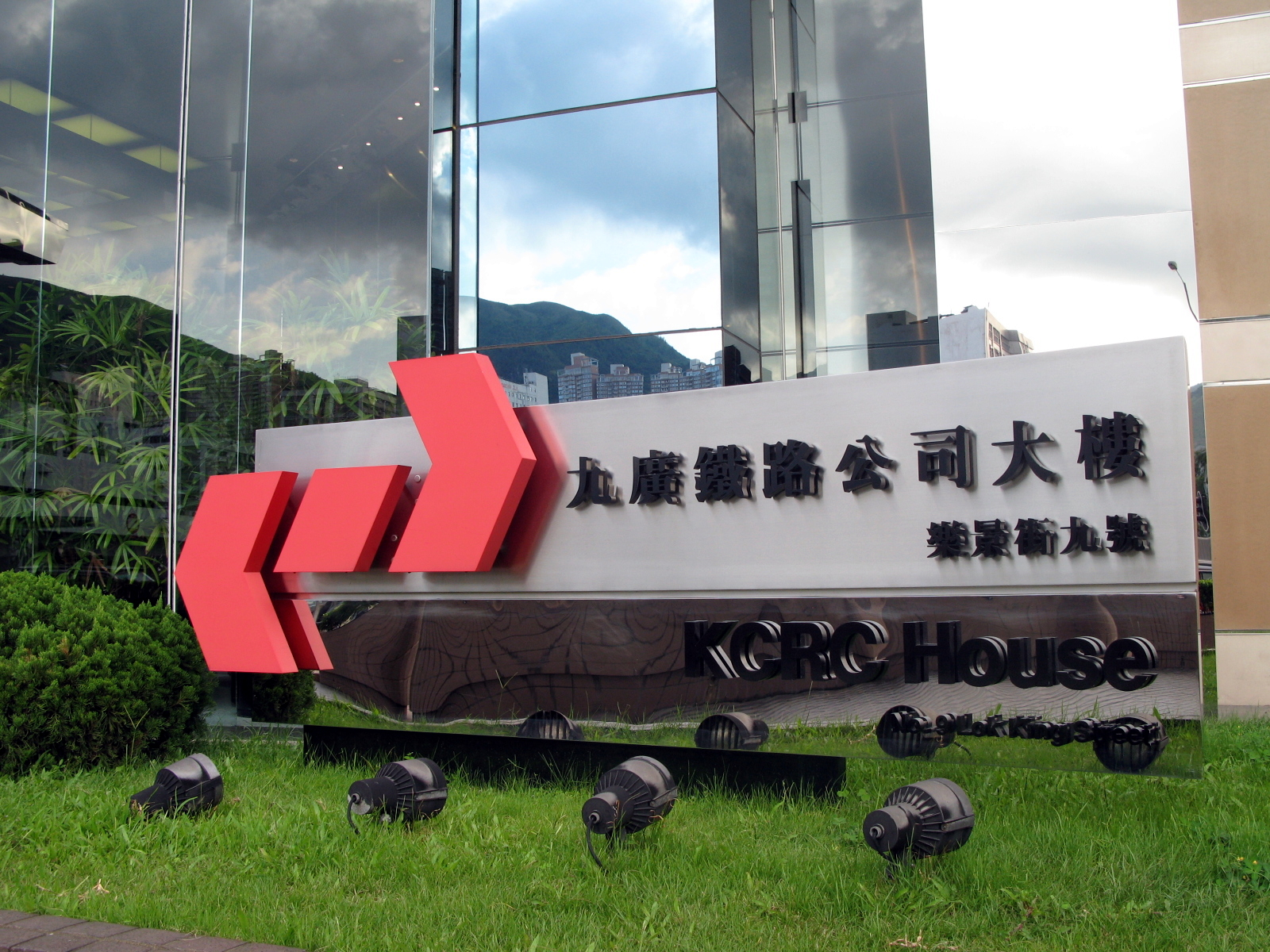
合併前的九廣鐵路公司大樓。

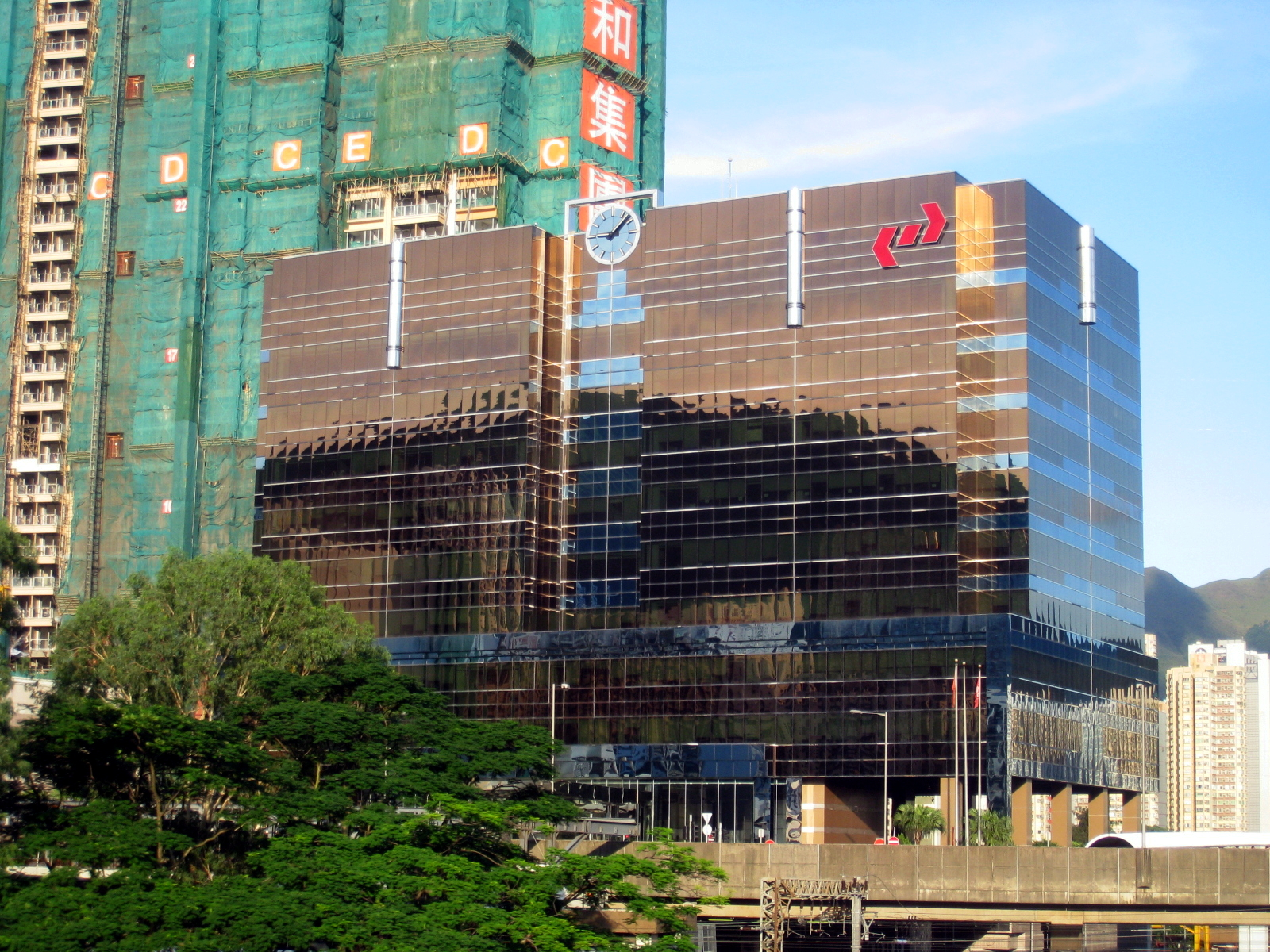
九廣鐵路公司總部現位於火炭鐵路大樓（前九廣鐵路公司大樓）8樓。

從1910年至1982年，九鐵一直是以政府部門的模式來運作。
早於1973年，麥建時公司建議港府將九廣鐵路局在內的公營部門公司化。其後，時任九廣鐵路局局長高嘉禮亦曾於1976年就此作爭取，使政府開始研究九鐵公司化的可行性。當九鐵鋪設雙軌和電氣化的現代化工程接近完成，在日具競爭性的運輸環境下，九鐵已不再適合繼續由公務員來管理。因此，在1981年，香港政府開始計劃將九廣鐵路局由政府部門改為公共法團，以讓新公司可以商業原則運作，並於翌年制定法例把九鐵轉型為一所公營公司（九廣鐵路公司）。
1982年12月24日，《九廣鐵路公司條例》通過，包括成立九廣鐵路公司以營運九廣鐵路，使九廣鐵路局正式脫離政府架構。新公司成立後，仍由政府全資擁有，但其運作則由公司自行處理，但法例要求九鐵按審慎的商業原則來營運鐵路，期望在資產上取得一定的回報。九鐵公司由管理局監察，管理局的成員由香港總督（香港主權移交後改為香港特別行政區行政長官）委任。該條例先後於1986年及1998年修訂，授權公司興建及營運輕鐵及多條新鐵路，並允許政府注資公司作為興建新鐵路之用。《九廣鐵路公司條例》亦載有條文，為管理局成員的委任及其職責作出規定。
1983年2月1日，九廣鐵路正式改由九廣鐵路公司經營及管理。

## 兩鐵合併前發展

### 網絡拓展

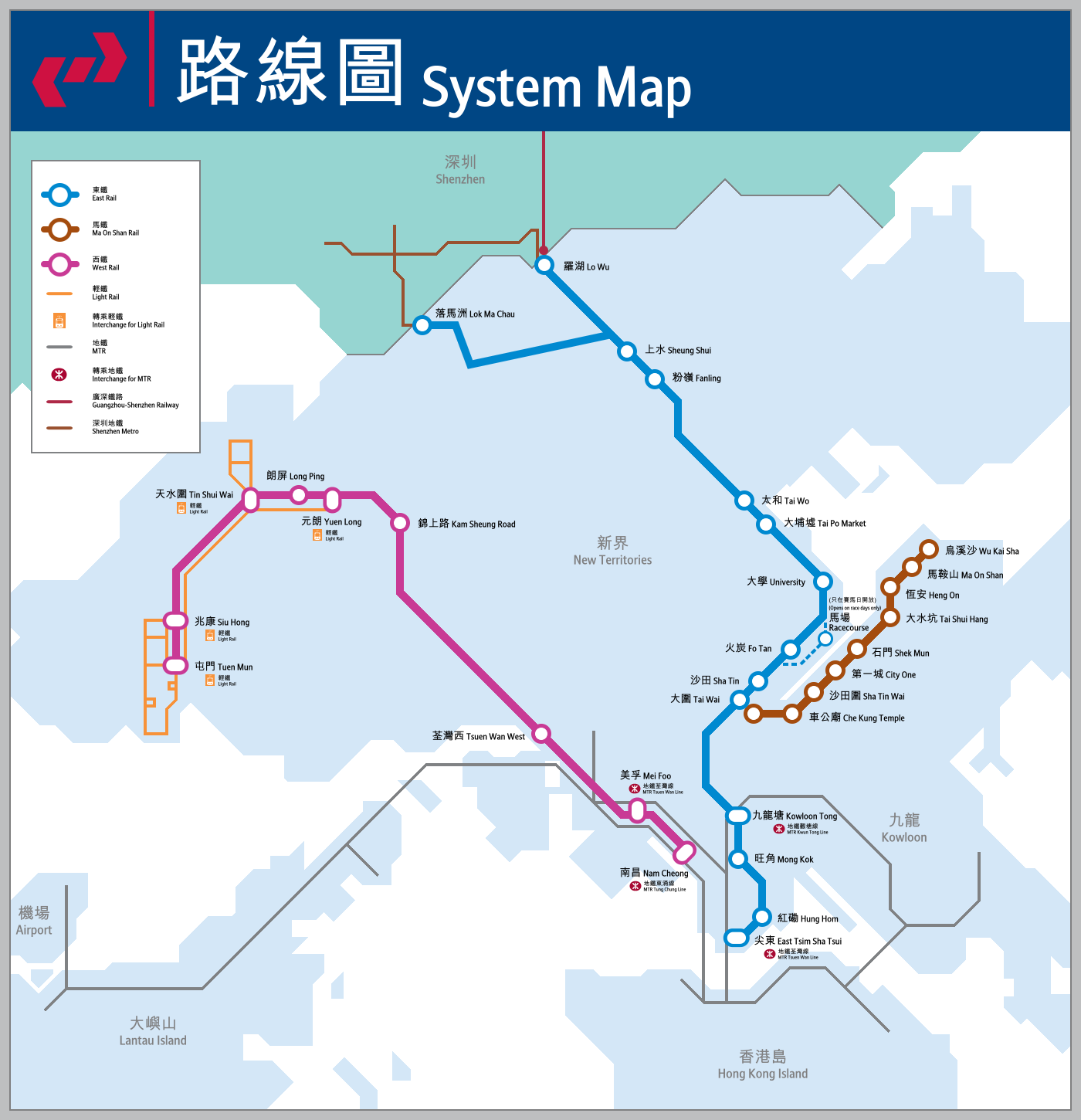
九廣鐵路公司於2007年12月2日前營運之鐵路網絡

自1982年開始，九廣鐵路公司大幅擴展網絡。

#### 輕鐵
九鐵公司在1984年接受政府的邀請，於新界西北興建及營運一個輕便鐵路系統。輕鐵自1988年9月18日投入服務，最初服務屯門及元朗的新市鎮，來回屯門及元朗之間，貫通整個新界西北區，是區內的主要交通工具。其中屯門區內的路段最多，可到達新市鎮內大部分地方；元朗方面則有一條依青山公路。九鐵於1998年10月决定興建支線，將服務伸展至天水圍新市鎮；連同其他西鐵和輕鐵交匯工程以及天水圍區環迴路線，總投資達23億元。輕鐵支線工程於2003年12月7日完成及通車。西鐵於2003年12月20日啟用後，輕鐵亦為西鐵提供完善接駁服務，但仍為區內重要的運輸系統。

#### 西鐵
九鐵公司在1990年代開展另一項為期十年的重大網絡擴展計劃。西鐵於1998年開始興建，並於2003年12月20日完成，提供一條連接新界西北屯門及元朗與九龍市區南昌的集體運輸鐵路。隨著西鐵的建造，原九廣鐵路路線於1996年改名為九广東鐵。

#### 東鐵三條延線
東鐵三條延線的計劃於1998年開始。尖沙咀支線於2004年10月24日啟用，東鐵總站由紅磡站 伸延至地底的尖東站。同年12月21日馬鞍山鐵路投入服務，服務新界東北地區，經大圍站接駁東鐵。在2007年8月15日，東鐵的最後一條延線 - 落馬洲支線 - 亦正式啟用，以舒緩東鐵羅湖過境擠迫的情况，為乘客提供第二條進入內地的跨境鐵路。
九鐵公司成立之初，營運34公里的九廣鐵路，而1983年底每日平均載客量僅為19萬人次。但截至2007年12月1日止，九廣鐵路公司已營運總長120.6公里的鐵路網絡及100個車站，每日平均乘客達152.4萬人次 ，計有－
| 鐵路                        | 長度 （公里） | 車站             | 每日平均乘客 （人次） |
| --------------------------- | ------------- | ---------------- | --------------------- |
| 九廣東鐵 （包括落馬洲支線） | 42.5          | 15               | 93萬9千               |
| 馬鞍山鐵路                  | 11.4          | 8 (不包括大圍站) | 已計入東鐵            |
| 九廣西鐵                    | 30.5          | 9                | 21萬3千               |
| 輕鐵                        | 36.2          | 68               | 37萬2千               |

自2007年12月2日起，這些鐵路轉由香港鐵路有限公司營運，但鐵路資產仍由九鐵公司擁有。港鐵公司後改稱東鐵為東鐵綫，馬鐵及西鐵貫通合併為屯馬綫，而輕鐵則維持原稱。

### 九廣鐵路規劃
政府於2000年5月發表《鐵路發展策略2000》(繁體中文版)，建議包括興建九龍南環線，南北走廊/沙田至中環線，區域快線及北環線。

#### 九龍南環線
九龍南環線全長3.8公里，連接西鐵的南昌站與東鐵的尖東站，中途設柯士甸站。九鐵公司在2002年獲政府批予九龍南線的項目，全盤負責九龍南線建造的融資及建造。工程由2005年11月展開。
2007年12月兩鐵營運合併日起，香港鐵路有限公司（港鐵公司）被委任為九龍南線的項目管理人。根據服務經營權協議，九龍南線由港鐵公司營運。鐵路於2009年8月16日投入服務。港鐵公司同時將尖沙咀支線併入西鐵線。西鐵綫及東鐵綫在九龍的終站均改為紅磡站，方便兩鐵乘客轉車。九龍南線的項目亦包括由九鐵公司購買22部新輕鐵列車，以應付因九龍南線通車後，預料新界西北輕鐵服務乘客需求的增長。港鐵公司已這將新輕鐵列車投入服務。

#### 沙田至中環線
早於20世紀中葉，類似沙田至中環線（沙中線）部份的路線，當時稱為東九龍綫（沙田線），其實已經提出。《鐵路發展策略2000》計劃中的南北走廊路線分為三大部份：大圍至鑽石山鐵路線、東九龍線及第四條過海鐵路。整個計劃由沙田區的大圍開始，穿過大老山到達鑽石山，再沿東九龍線前往啟德新發展區、土瓜灣到達紅磡。與東鐵交匯後，再經由第四條過海鐵路到達香港島的銅鑼灣，最終以中環為終點站。九鐵在2002年投得沙田至中環線的規劃、興建及經營權，並於2004年向政府呈交最後建議書草擬文件。建議書草擬文件的內容，包括將東鐵伸延，跨越維多利亞港至香港島，而馬鐵亦會經東九龍伸延，與西鐵接駁。其後，為配合九龍東南及灣仔的發展計劃，建議書草擬檔亦曾作出修訂。
2007年12月兩鐵營運合併後，政府決定負責沙中線的建造費。港鐵公司獲委托進行該鐵路的規劃和設計，並其後將九鐵沙中線的規劃修訂。政府在鐵路建成後，以象徵式款額把沙中線歸予或租給九鐵公司，讓九鐵公司把沙中線納入批給港鐵公司的服務經營內，並按照與港鐵公司就兩鐵合併後如何攤分現有鐵路資產的收益所議定的機制和既定的式，收取服務經營費。港鐵公司會獲批出50年的服務經營期（可延長），以便營運該鐵路，而政府將就營運該鐵路的權利每年收取服務經營費。在服務經營期完結、屆滿或終止時，港鐵公司須把營運中的鐵路線（即沙中綫）適當地交還政府或九鐵公司（除非服務經營期可以延長）。
沙田至中環線的屯馬綫一期部分最後於2020年2月14日通車，初步授予的專營權為兩年，其後（或東鐵綫延伸部分通車日，以較早者為準）才會簽訂為期10年的正式專營權協議。至於屯馬綫剩餘部分，於2021年6月27日全綫通車；東鐵綫過海段延綫，則最終於2022年5月15日完工通車。

#### 廣深港高速鐵路香港段
廣深港高速鐵路香港段（舊稱「區域快線」）長約26公里，以西九龍的新建總站為起點。九鐵曾考慮多個定線方案，由總站經一條過境隧道在皇崗進入粵境，連接廣深港高速鐵路內地段。落成後，廣深港高速鐵路香港段將成為全國高速鐵路的一部分，與深圳龍華及廣州石壁兩個鐵路樞紐相連。2006年2月，政府要求九鐵以北環線及廣深港高速鐵路香港段為一個綜合工程項目，作進一步規劃。九鐵已於2006年10月及12月聘請顧問為有關項目進行工程、營運及商業研究。
2007年12月兩鐵營運合併後，項目轉由港鐵跟進。政府在2008年4月批准由港鐵公司進行高鐵香港段項目的進一步規劃和設計工作，其後根據《鐵路條例》在憲報刊登高鐵香港段的方案及修訂方案，收集公眾意見。行政長官會同行政會議於2009年10月20日批准高鐵香港段的方案及修訂方案，立法會財務委員會在2010年1月16日通過撥款興建高鐵香港段。高鐵香港段項目已於2010年1月底展開，預計於2017年底竣工。為配合通車，政府已於2017年12月與九鐵簽立批地契據，將高鐵香港段設施土地（不包括西九龍總站上蓋項目，但包括將劃入深圳市域的內地口岸區）、隧道連列車，以1000元象徵式價錢授予九鐵，由九鐵以服務經營權模式批予港鐵營運。
截至2018年3月，廣深港高速鐵路香港段整體工程已完成超過99%。3月23日下午，高鐵香港段項目主要工程竣工典禮在香港舉行，列車命名为港鐵「动感号」，并于4月1日开始试运行，4月3日起因出軌事故暫停試車，4月13日恢復試車。
全綫最终於2018年9月23日通車。

#### 北環線
2005年6月，九鐵向政府提交北環線項目建議書，在新界北面，將西鐵錦上路站伸延至落馬洲，從而使東鐵與西鐵的北段連接，以解決新界東北與西北地區對鐵路服務的需求，同時亦將西鐵與落馬洲連接，方便過境旅客。待西鐵與東鐵的北段相連後，便會有一條全新的鐵路走廊貫通新界東北與西北區域。
2007年12月兩鐵營運合併後，項目轉由港鐵跟進，並於2021年起開始進行前期勘測程序。至2025年7月，政府與港鐵簽訂北環綫首份協議，確定該綫將以擁有權批予港鐵；至此，北環綫再與九鐵無關。

### 更新九廣鐵路列車
第一代電氣化列車（Electrical Multiple Units）於九廣鐵路1982年電氣化時投入服務。車廂是全鋁外殼，三對車門，座位為直排的塑膠座椅。1986年，列車的洗手間及一行座位拆除，令載客量增加23%。
九廣鐵路公司從1996年至1999年，耗澬12億7千萬元，逐步翻新第一代列車，成為第二代列車。車門由三對增至五對，方便乘客進出，加快流量。鋁質外殼穿上塑膠外衣，令維修及清洗更容易。座位改為橫排的。整個翻新工程令載客量提升15%，成本則只是購買新車的30%。
SP1900型列車（第三代列車）在2001年面世。純鋁外殼改為不锈鋼，橫排座位亦為不锈鋼，經防滑處理。車廂內安裝彩色液晶體顯示屏。這種先進的乘客資訊顯示系統除了提供乘車資訊，更增加即日新聞消息。此外，每個車廂亦安裝閉路電視監察系統，方便車長掌握車廂情況。新車車旁還設有裙板，令列車行車時更舒適寧靜。車底亦增加吸音裝置。
|  |  |  |

### 本土客運服務
截至2007年12月2日前，九廣鐵路公司共營運3條本地鐵路系統，即東鐵（包括馬鐵）、西鐵、輕鐵，及為鐵路提供接駁巴士服務，並創造了以下多項紀錄

#### 營運紀錄及水準
世界紀錄
- 羅湖口岸是最繁忙的過境口岸 - 日均客量25萬人次。
- 東鐵尖東站曾經設有最長的月台幕門 - 300米。
- 東鐵是在各主要功能上獲國際標準ISO認證的首條鐵路。
- 輕鐵在同類鐵路系統中率先取得國際標準ISO 9000認證。
- 「新聞直線」是鐵路系統上首個聲畫兼備的廣東話新聞媒體。
- 東鐵是成功將信號、牽引供電及語音等系統整合控制中心內的首條鐵路。
- 東鐵是採用光纖科技，以檢測鐵路系統功能及路軌與列車相互應力的首條鐵路。
- 朗屏站是西鐵的其中一站，擁有全球最深樁柱——129米。

亞洲紀錄
- 佔地32.5公頃的八鄉維修中心曾經是全東南亞最大鐵路車廠。
- 亞洲首家以全公司名義獲取ISO 9001 企業認證的公共運輸機構。
- 巴士業務在亞洲業界中率先取得國際標準ISO 9002認證。

香港紀錄
- 九鐵在業界中率先成立乘客聯絡小組。
- 九鐵在業界中率先設立客務中心。

營運水準
九鐵透過國際鐵路組織Nova 及CoMET與全球多條先進鐵路系統作比較。根據Nova 及CoMET 2006 年的數字，西鐵列車的正點率達99.93%，東鐵為99.1%，分別位列全球鐵路的第三及第五名。 至於列車的可靠程度，西鐵列車平均行走約155萬車卡公里才會出現一次事故，而東鐵為95萬車卡公里才出現一次事故，分別位列全球第三及第四名。
九鐵亦於2006年獲頒「亞洲最佳鐵路營辦機構」獎項。

#### 九廣鐵路／東鐵

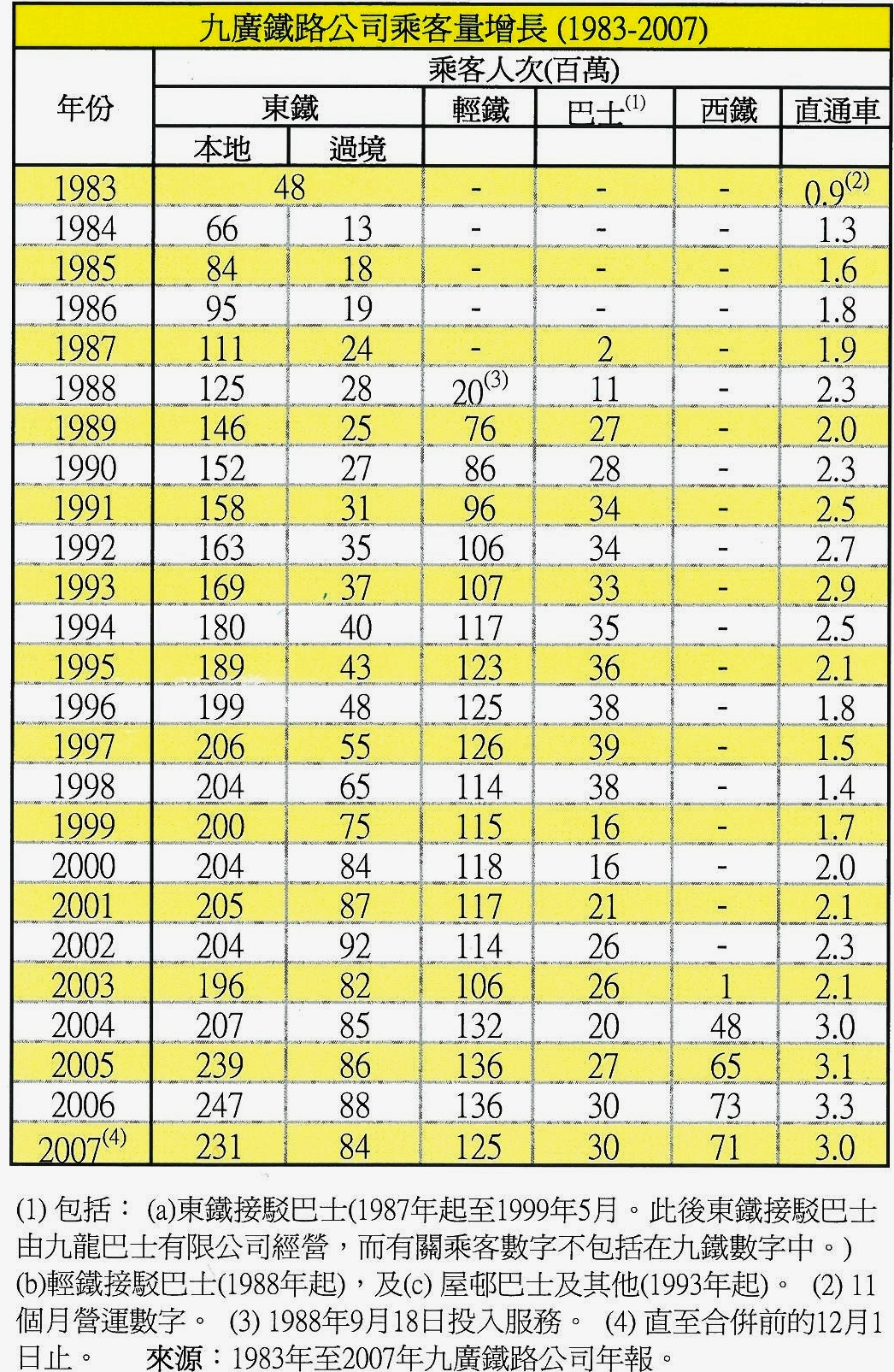
九鐵乘客增長量 1983-2007

九廣鐵路公司在1982年底成立時，九廣鐵路正進行現代化，雙軌化及電氣化工程。該工程由1978年開始，分三期進行（其中第一期部分雙軌化工程在1970年代中已完成）：
- 第一期（紅磡九龍總站至沙田站），於1982年5月6日完成；而九龍塘站和新旺角站亦於5月4日啟用。
- 第二期（沙田站至大埔墟站），於1983年5月2日完成。新大埔墟站和新大學站啟用，而大埔滘站則停用。
- 第三期（大埔墟站至羅湖站）即全線於1983年7月15日完成，標緻着九廣鐵路全線電氣化及雙軌化。

其間，多個新車站和車站重建相繼完成 :
- 1983年8月15日，臨時大圍站啟用。
- 1985年2月15日，火炭站啟用。
- 1986年4月23日，永久大圍站遷往現址啟用。
- 1987年1月16日，新羅湖站啟用。
- 1989年5月9日，太和站啟用。

自1983年以來，隨着新界東部人口增長及東鐵支線投入服務，東鐵的本地乘客量有可觀的整體增長。每日平均乘客量由1984年的18.1萬人次，持續上升。1990年以前，每年增長率為雙位數字。1990年4月城門隧道及1991年6月大老山隧道通車後，來自巴士的競爭加劇。自1990年以後，每年增長開始放緩為3%至7%左右。乘客量曾因1998至1999年香港經濟疲弱，及2003年沙士事件而下降，但都很快回復升軌。而東鐵尖沙咀支線及馬鞍山支線於2004年底投入服務，曾一度令2005年本地乘客增長15%。至2007年底，每日平均乘客量為68.9萬人次，比1984年上升接近4倍。
東鐵過境客運量的增長就更為可觀。1984年每日平均過境乘客為3.6萬人次；這客運量於23年間大升7倍（每年平均升幅為8.5%），至2007年的25萬人次，但在假期及周末則多達30多萬人次。過境乘客量曾因1989年六四事件，及2003年香港非典型肺炎疫症爆發而下降，但都於翌年回升。2007年8月15日落馬洲支線通車，為乘客提供第二條過境鐵路線，以減輕羅湖過境站的擠擁。落馬洲支線至2007年12月的每日平均過境乘客量為21,000人次。

#### 接駁巴士
除鐵路網絡外，九廣鐵路公司於1985年起開始拓展巴士網絡，為鐵路提供接駁巴士服務。1985年最初成立2條九廣鐵路免費接駁巴士線，起初租用旅遊巴士及九龍汽車公司(九巴)巴士以提供服務。1986年九鐵成立巴士營運處，並於1987年9月1日採用自行購置的巴士營運。在興建香港輕鐵時，政府在新界西北劃定輕鐵專區，不容許其他公司經營區內巴士路線。九鐵於1987年開始在該專區經營巴士路線。至輕鐵通車的1988年底，九鐵已發展了8條輕鐵接駁巴士路線。
直至1999年4月，九鐵共經營20條接駁巴士路線，其中9條接駁輕鐵，4條為屋邨專線及快線，餘下7條接駁東鐵車站至鄰近住宅區及商場。自1999年5月3日起，九巴接手經營全部7條東鐵接駁巴士線，非東鐵乘客需要付車資。至2003年底，九鐵共營運16線接駁巴士線。為配合西鐵通車，九鐵於2003/2004年重組輕鐵與巴士服務，曾撤銷或增設多條巴士線。在新界西北部，原先用以接駁輕鐵的巴士線重新調配，為西鐵提供接駁服務。巴士乘客曾於2004年大幅減少，但隨後立即回升。至2006年10月，九鐵於輕鐵服務區內的專利巴士營運規限亦屆滿。
接駁巴士數目則由1987年的25部，增至輕鐵通車後1989年的71部，西鐵通車後2004年的129部，及2005年的143部。截至2007年12月，接駁巴士路線共有14條，巴士數目143部。兩鐵2007年合併後，九鐵接駁巴士已經交由港鐵公司負責營運，並改名為港鐵巴士及港鐵接駁巴士。

#### 輕鐵
輕鐵自1988年通車以來，乘客不斷穩定上升(見圖1)。由1989年的746萬人次，升至1997年的1.246億人次。但1998年，乘客人次下降9.5%，主要原因是香港經濟不景，市民節省各方面的開支，因而減少乘搭公共交通工具，尤以周末及假日乘車消閒的次數減幅最大。然而輕鐵車費收入在1998年上升4.3%，原因是輕鐵於1997年9月改變收費結構，引入八達通，以及在1998年1月取消多程車票，使乘客改變乘車習慣。
1998年10月，九鐵決定向北伸延輕鐵服務區，通往天水圍。新支線及其他改善工作的總投資額達23億元。之後面對其他交通工具的競爭，乘客量持續輕微下降，及至2003年非典型肺炎疫情影響，學校在3，4月間停課，客量急趺超過20%，至1.06億人次。2003年12月，全長4.4公里的天水圍支線通車。12月20日，西鐵正式通車。自此，輕鐵兼負雙重任務，既為新界西北部提供鐵路客運服務，亦兼任西鐵的接駁工具；輕鐵的服務亦經重組，致乘客量大幅上升至2004年的1.32億。此後，輕鐵客運量大約維持在這個水平，至2007年12月2日兩鐵合併後，改由港鐵營運。

#### 西鐵
西鐵是九廣鐵路公司第一條自行興建的重鐵路線，於2003年12月20日啟用，從深水埗區的南昌站開始，途經葵青區（但不設站）及荃灣區海傍（荃灣西站），連接新界西北的元朗區及屯門區，全長30.5公里。現時使用中的第一及二期共有12個車站，其中有7個轉車站供轉乘地鐵或輕鐵。除荃灣西站、柯士甸站與尖東站完全建於地底之外，所有車站均建於地面或高架橋之上。2021年6月27日，西鐵與馬鐵將正式直通，正名屯馬綫。

#### 馬鐵
全稱馬鞍山鐵路的馬鐵，是東鐵系統內的支線。既是沙田區內新的運輸系統，也大大方便沿線乘客經東鐵前往九龍或羅湖。馬鐵於2001年2月12日開始施工，2004年12月21日正式啟用，從沙田區的大圍開始，途經位於城門河以東的乙明邨及博康邨等公共屋邨、威爾斯親王醫院、沙田第一城、石門工業區，最後進入馬鞍山新市鎮，以烏溪沙為終點站，貫通沙田城門河東岸及馬鞍山新市鎮。全長11.4公里，全程行車時間16分鐘。沿線共有9個車站，當中大圍站會與東鐵匯合，成為唯一的轉車站。馬鐵大部分路段以高架橋的方式興建，只有中間一小部分建於大老山公路中央分隔帶的地面上。
現時，馬鞍山鐵路已經成港鐵系統路線之一，並改稱為屯馬綫。

### 城際客運服務
城際客運服務曾經是九廣鐵路公司最重要的服務之一，而且是當年興建九廣鐵路的主要原因。可是東鐵的本地客運大幅擴張，使直通車不論增加班次或縮短行車時間上都遇上困難，可能要等待廣深港高速鐵路通車方有改善。而且，為保高鐵客源，短期內直通車將不予升級採用大功率交流傳動機車。目前共有三條直通車路線，在香港境內都沿東鐵的路線行走，分別是每日12班的粵港直通車（廣東線），和每兩日一班的京九直通車（北京線）及滬九直通車（上海線），並由港鐵負責營運。城際客運服務（页面存档备份，存于）

### 貨運

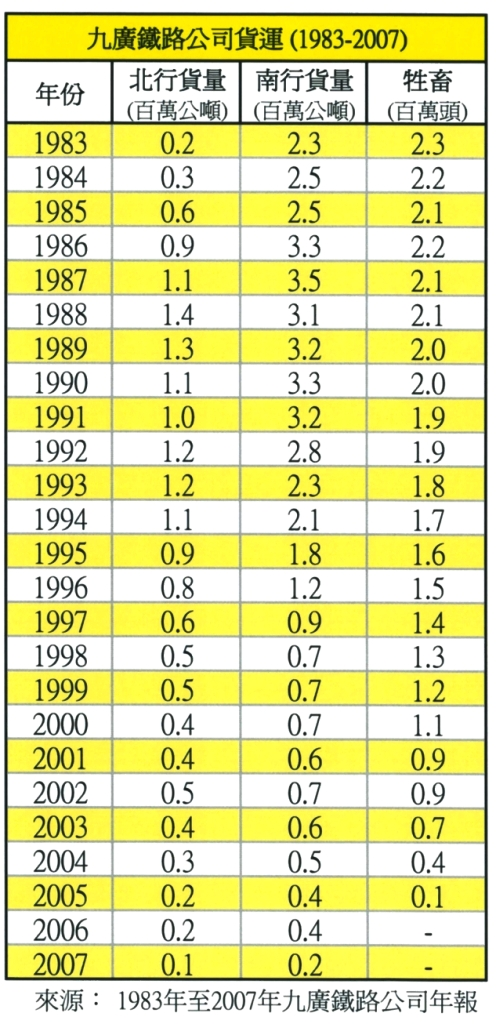
九廣鐵路公司貨運量 (1983-2007)

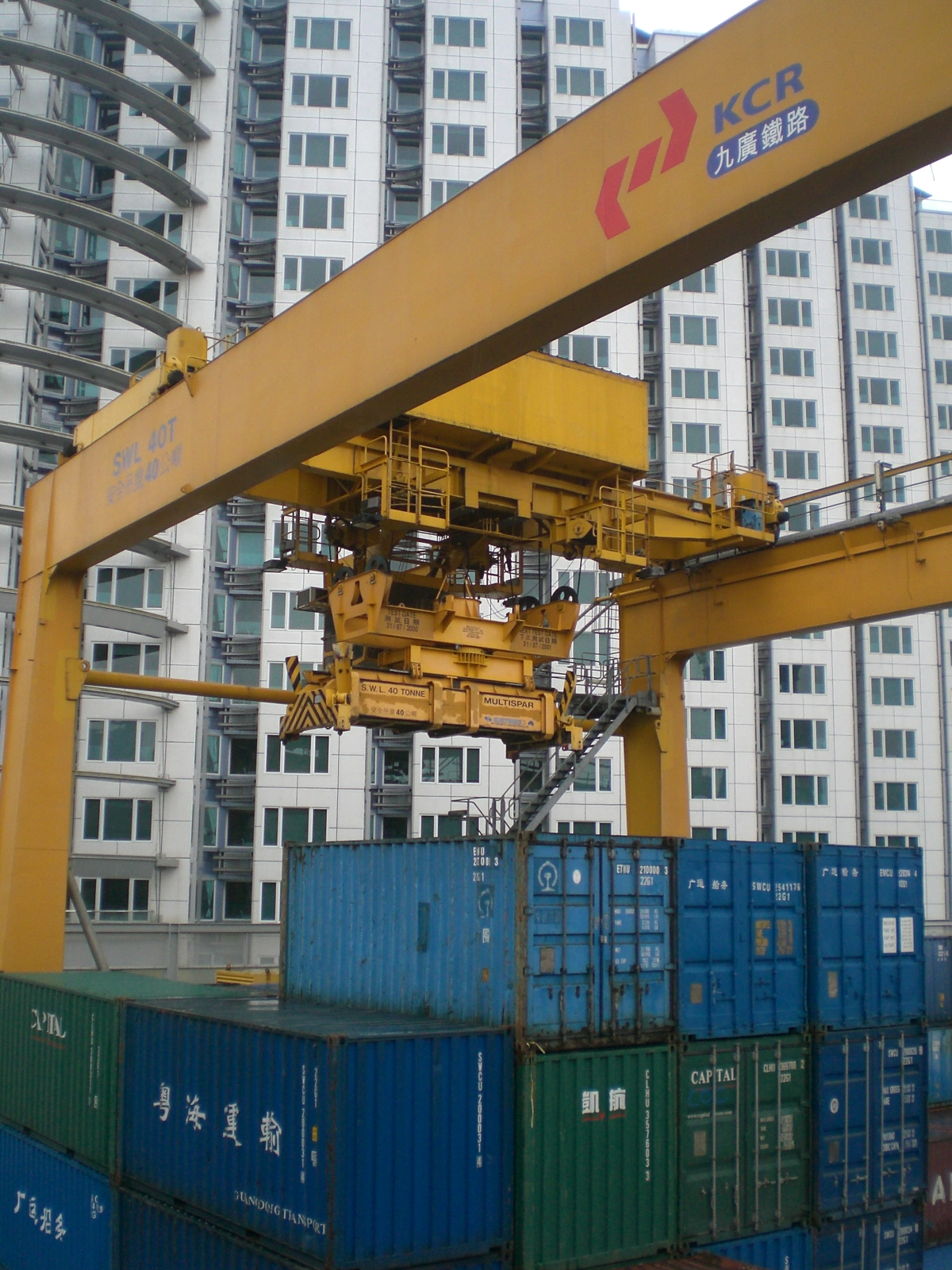
九廣鐵路紅磡站貨櫃場

鐵路貨運曾是九廣鐵路公司另一重要服務。九廣鐵路公司曾是唯一和中國大陸有鐵路貨運聯繫的香港公司，主要業務有貨櫃運輸、一般貨運（平板拖卡）及牲口運輸，來往遠至烏魯木齊的大陸城市。1994年12月15日起，九鐵更與中國鐵道部開辦鄭州至紅磡的鐵路貨櫃運輛服務。至1995年，烏魯木齊、蘭州、西安、洛陽、鄭州、武漢及石家莊七個內地城市均有貨櫃列車直達香港。
在上水屠房運作以前，載著生豬的列車（俗稱「豬車」）經過車站時留下的氣味是不少人的童年回憶。兩鐵合併後，貨運服務已交由港鐵負責經營，但由於需求下降，港鐵已於2010年6月16日起停辦貨運列車業務 （附港鐵有關通告）（页面存档备份，存于）。
來往中國大陸的平郵郵件亦是由位於紅磡貨場旁邊的國際郵件中心處理。為配合沙中線興建，國際郵件中心及位於紅磡貨場的「貨運大樓」已拆卸，另貨場亦已改建為「紅磡列車停放處」，只餘下較新的「貨運總部大樓」。

### 物業發展

#### 兩鐵合併前落成
九廣鐵路公司合併前發展多個住宅、商場及辦公室物業，全部均是鐵路沿線的地點，如車站及維修中心的上蓋或附近。這些包括：
- 新屯門中心（屯門）
- 新元朗中心（元朗）
- 海翠花園及其商場海趣坊（屯門）
- 恒福花園及其商場恒福商場（屯門）
- 駿景園及其商場駿景廣場、九廣鐵路公司大樓（火炭）
- 新世紀廣場（旺角）
- 連城廣場（沙田）
- 國際都會（紅磡）
- 文禮閣（大圍）
- 新東海商業中心（尖東）[註 1]
- 策誠軒（大埔）

除發展的物業之外，車站內也經營商店，帶來了租金收益。
兩鐵合併後，除大部分物業直接或間接售予港鐵外，九廣鐵路公司繼續出租餘下的物業資產，於2008年，出租錄得1,200萬港元收入，而在連城廣場保留的四層物業，九廣鐵路公司亦至2008年12月初租出其中兩層，其餘繼續由港鐵租用作辦事處及訓練中心。

#### 兩鐵合併後落成
而在2002年至合併前，九廣鐵路公司亦批出以下住宅物業，詳列如下：
- 御龍山
- 銀湖·天峰
- 名城
- 瓏門

除瓏門由九鐵與政府合營公司發展，並由港鐵公司代為銷售外，上述物業均於兩鐵合併時售予港鐵。

### 其他業務
廣告業務包括在車站及車廂內各式各樣的廣告，在燈箱及車窗等的位置。
商務展覽是一項規模較少的業務。商品或服務在車站裡展示或推廣，因為車站人流不斷，所以效果也不錯。

## 財務表現

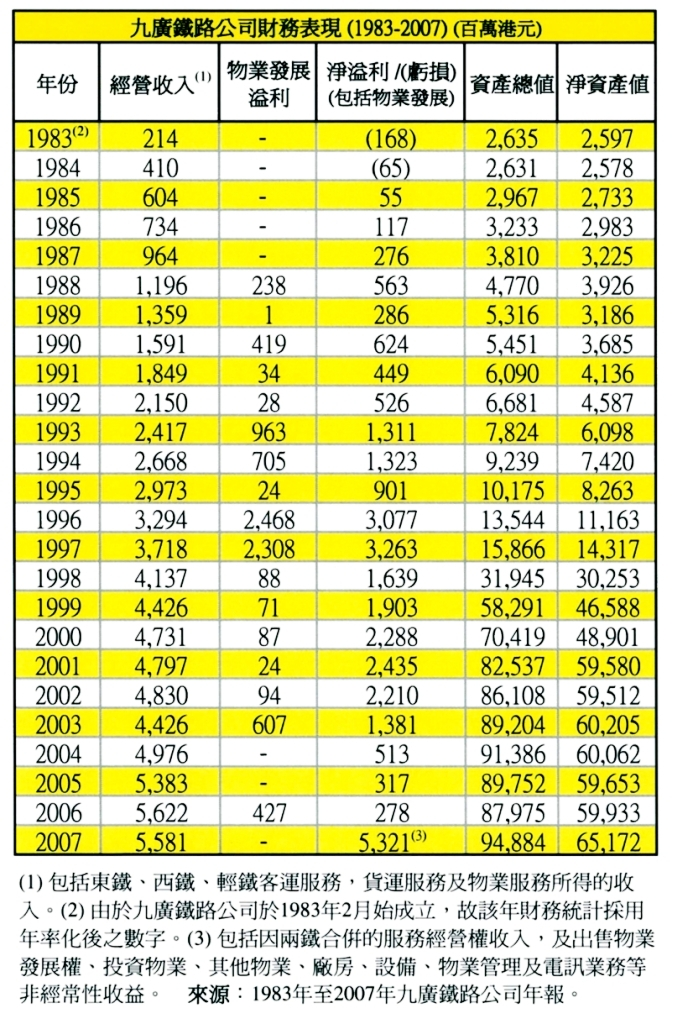
九廣鐵路公司財務表現 (1983-2007)

## 九廣鐵路公司管理局
九廣鐵路公司管理局，簡稱九鐵管理局，是香港九廣鐵路公司的管理機構，作用類似上市公司的董事局，負責制訂公司的長遠策略，成員由九廣鐵路公司的唯一股東──香港特別行政區政府任命。香港政府庫務首長（現為財經事務及庫務局局長）和運輸首長（現為運輸及物流局局長）是管理局當然成員。管理局主要負責公司的整體策略及政策，並定期舉行會議以確保行政制度及程序均妥善可靠。
九鐵管理局原本有11名成員，根據兩鐵合併條例，九鐵管理局在兩鐵合併後只會保留4至8名成員，而且全部由政府官員出任。

### 管理局現任成員
1. 許正宇先生（管理局主席，財經事務及庫務局局長）
2. 廖廣翔先生（財經事務及庫務局副秘書長（庫務）1）
3. 陳美寶女士（運輸及物流局常任秘書長）
4. 謝詠誼女士（運輸及房屋局副秘書長（運輸）4）
5. 張秀蘭女士（庫務署署長）
6. 馮建業先生（政府產業署署長）

## 兩鐵合併
為提高香港鐵路運輸系統的效率，香港政府計劃把香港兩個鐵路公司的鐵路服務合併，並於2004年3月邀請九鐵公司與地鐵公司就合併計劃進行商討。
2006年4月11日，時任行政長官曾蔭權宣佈，行政會議通過地鐵公司及九鐵公司的合併方案。政府落實合併方案，初步準備由地鐵公司接管九鐵公司資產的模式，全權負責合併後的日常營運工作。方案稱合併後可提高鐵路網絡的效率，減少服務重疊；兩鐵合併後的首天（2007年12月2日）即時減價，中途車費減幅最少5％，長途車費減幅最少達10%，預計每天約280萬人次受惠。《兩鐵合併條例》授權地鐵公司取得九鐵網絡的服務經營權，擴大地鐵公司專營權的適用範圍，以營運九鐵公司的所有業務。《兩鐵合併條例》通過後，港鐵公司由2007年12月2日起，透過初步為期五十年的服務經營權，營運九廣鐵路公司的鐵路資產，期滿後可予延續。九廣鐵路公司則保留服務經營權協議所涵蓋鐵路資產的擁有權。協議並訂有條款，如港鐵公司未能遵守協議條款，九廣鐵路公司可收回及營運其資產。《兩鐵合併條例》亦規定可以懸空行政總裁職位，而管理局同意自2007年12月2日起懸空該職。公司改以任命總裁領導行政管理隊伍，而總裁並非管理局成員。
兩鐵合併方案包括兩個主要部分：
第一部分是服務經營權協議，該協議授予地鐵公司使用九鐵公司鐵路資產的權利，使能在初步議定的50年期（可延長）內，經營現有九鐵公司的路線、將來落成後新線，以及其他與運輸有關的業務，例如在西北鐵路服務範圍內經營的巴士服務。兩鐵合併後，港鐵公司每年須向九鐵公司支付7.5億元的定額費用，以及在36個月之後，每年再根據九鐵公司鐵路資產所衍生的收入，按特定的比率支付非定額款項。2007年12月2日，九廣鐵路公司的業務正式合併至地鐵有限公司營運，並易名港鐵公司。公司所有鐵路資產，以服務專營權方式授予港鐵公司使用；所有物業等其他業務，則出售予港鐵公司營運。九廣鐵路公司由成立開始計，歷經25年後停止營運所有鐵路、物業等業務。
第二部分是買賣協議，協議訂明港鐵公司須於2007年12月2日以77.9億元收購九鐵公司多項物業及與其物業管理附屬公司，另須支付42.5億元，作為取得服務經營權和收購九鐵公司某些短期鐵路資產（例如物料和備用品）的費用。
九鐵於2018年8月與港鐵簽訂補充租賃協議，將廣深港高速鐵路香港段亦租予港鐵營運（包括已納入深圳市域內的西九龍站內地口岸區），為期10年，相關協議內容亦於同月23日連同通車安排公佈。

## 合併後的狀況
兩鐵合併後，九廣鐵路公司成為一家資產持有公司，而《九廣鐵路公司條例》的條文仍然有效。
2010年為九龍至廣州的鐵路服務100週年紀念，故營運該鐵路路段25年的九廣鐵路公司董事局決定撥款100萬港元自行舉辦紀念活動。初步計畫舉辦鐵路服務百週年大型展覽、聚餐及出版特刊。
九龍至廣州的鐵路服務本身歷史悠久。不少在九廣鐵路公司服務多年的員工都對該鐵路路段極富歸屬感及深厚感情，本港亦有大批鍾情九廣鐵路公司的鐵路迷。據瞭解，在一班老臣子殷切要求下，九鐵公司總裁詹伯樂答應出手，由九鐵管理局出錢出力舉辦「香港鐵路服務百週年」慶祝紀念活動。
十多名已退休或前九鐵公司員工迅速在詹伯樂帶領下，2009年底成立活動統籌委員會，每月開會一次。目前委員會已先後取得財經事務及庫務局局長陳家強擔任主席的九鐵管理局，批准撥款100萬元作活動經費；定出活動口號「服務連港穗　鐵路百載情」及初步計畫了活動大綱。按目前計劃，10月份將於香港文化博物館舉行鐵路百週年展覽--「鐵路百年」，9月28日晚慶祝聚餐，又出版特刊，活動詳情將於下月公佈。委員會成員前九鐵公司工程師何國松坦言，100萬元舉辦大型活動連宣傳，可謂捉襟見肘，故必須審慎理財。不過，他亦透露詹伯樂已表明如有充分理由須加經費，他會再嘗試向管理局申請。
香港鐵路有限公司發言人未正面回應會否協辦或派代表出席有關慶祝活動，僅透露港鐵公司計畫稍後為鐵路服務100週年推出紀念車票。
另外，香港郵政亦宣佈9月28日發行一套以特別印刷效果印製的「香港鐵路服務百週年」紀念郵品，全套郵票共有6款，當中包含新舊鐵路火車型號的設計。

### 附屬公司
- 西鐵物業發展有限公司及其11間全資附屬公司（與政府共同持有，並由港鐵公司負責招標及管理此等公司持有的西鐵線（現屯馬綫）上蓋住宅發展項目，但收益歸政府所有）
- 國際都會物業管理有限公司（與長江實業合營，負責外判置富都會管理工作，但九鐵應佔收益歸港鐵公司所有）[24]

### 聯營公司
- 八達通控股有限公司（持有股份22.1%）

## 企業管治問題

### 外界對九鐵管理局及其高層的非議
雖然九鐵管理局成員由香港特別行政區行政長官委任，但歷來部份九鐵管理局成員的處事手法，為外界所非議。

#### 「退休高官俱樂部」
自從香港政府於1996年委任楊啟彥擔任九鐵公司管理局主席兼行政總裁以來，九鐵公司就開始被外界冠上「退休高官俱樂部」的惡名，原因是由於當時九鐵公司管理局主席以及行政總裁是由同一人出任，故此管理局主席有絕對的控制權。時任九鐵公司主席的楊啟彥，甫上任便安排詹伯樂、梁國新、丘李賜恩等前香港政府官員加入九鐵公司，而九鐵公司主席更可以自行釐訂薪酬。另外，當九鐵公司要求加價之時，有傳媒揭發了九鐵管理局以公司名義，獨享3艘遊艇、8輛名貴私家車、40多個公司俱樂部會籍等奢侈而非必要的福利，為外界所非議。另外，九鐵公司亦在亞洲電視（2016年4月1日電視牌照終止）手中羅致資深新聞人潘錦全出任東鐵社區及公眾事務總監。
政府有感該等問題日漸嚴重，特別在落馬洲支線事件中，香港環保署的環境評估報告否決九鐵公司興建鐵路貫穿塱原濕地，楊啟彥公開表示「失望」，並表示可能要重新考慮其他東鐵支線（馬鐵和尖東站）的落成日期，使人感到楊啟彥視自己為老闆，九鐵公司運作如同獨立王國。為此，政府於2001年修訂《九廣鐵路公司條例》，將管理局主席及行政總裁職位分拆，以加強政府對九鐵公司的管治，並於同年12月委任田北辰為九鐵公司主席，而楊啟彥只留任行政總裁。

### 西門子事件
九廣西鐵一份耗資2億8,700萬元的鐵路與車務控制中心間傳輸線路工程合約因承建商西門子公司未能按進度進行，九鐵公司被揭發不但沒有索償，反而要額外付款1億元予承建商延續工程，以期不致拖延通車。

### 車底機件裂縫問題
2005年12月21日，東鐵一列南行列車駛至火炭站時，車底的空氣壓縮器支架鬆脫，九鐵公司其後檢查全列車的116個壓縮器，共發現9個壓縮器支架出現裂紋，但無向政府匯報。九鐵公司於事件在2006年1月曝光後已為所有壓縮器加上尼龍索帶及U形托架承托以防止鬆脫。但其後再發現有80個車底部件有裂紋經過初步調查之後發現東鐵列車在2003年改用自動列車運轉裝置（ATO）後，對列車組件增加達1倍的壓力。而且部分銲接位銲接不妥，要剷走油漬才發現裂紋。另外，車輪與路軌的接口並非完全吻合而產生震動，令列車懸掛系統可能產生裂紋。九鐵公司主席田北辰於2006年1月14日表示，管理局將每晚開會，確保東鐵可以安全行駛後才會開車，並承諾如再有主要組件或其綑綁的尼龍索帶鬆脫，九鐵公司將即時決定東鐵全線停車。最後，九鐵公司於2006年1月15日獲政府批准，使東鐵恢復以人手操作，但東鐵由羅湖到尖東的行車時間會增加1.5分鐘，而早上繁忙時間的班次將由每小時24班減至23班，其後更一度減到每小時21班。

### 2006年人事變動事件
3月10日，九鐵公司署理行政總裁黎文熹連同全部5名總監及19名總經理，去信管理局，指主席田北辰在九鐵公司內部干預過多、要求透明度過高及過份問責，形成一種「責難文化」，並在兩日內收集到八成員工逾3000個簽名。
3月11日，行政長官曾蔭權和田北辰會面。在3月12日下午，田氏召開記者會，宣佈辭職，但生效日期由曾蔭權決定。
3月14日，九鐵管理局召開特別會議處理事件，田北辰和黎文熹均有出席。當日下午2時，以九鐵市務總經理黎啟憲為首的20名九鐵高層人員集體請假，到九鐵管理局位於中環香港會所大廈召開特別會議的會議室旁的房間召開記者會，聲援黎文熹及支持田北辰辭職。會後環境運輸及工務局局長廖秀冬博士宣報會議取得有建設性的進展。
3月15日，曾蔭權、廖秀冬、田北辰和黎文熹在政府總部召開記者會，宣佈田北辰將留任九鐵主席，田黎二人更四手相握以示和好。曾蔭權並指出九鐵出現嚴重紀律問題，故他已下令九鐵管理局處理事件。
3月16日，九鐵公司宣佈黎啟憲被解除合約，其餘19名請假出席記者會的管理層遭收警告信，如一年內再犯則遭解僱。同時黎文熹宣佈為九鐵公司出現嚴重紀律問題負責而辭去署理行政總裁一職，由曾任新鐵路工程高級總監的詹伯樂出任署理行政總裁，而於1986年加入教育電視至93年離職的其中一人和潘錦全則被停薪留職。

## 公司文化詬病
由於九廣鐵路公司於1982年成立，但部份職員早於該公司成立之前已加入其前身「九廣鐵路局」工作，基於他們的工作習慣，令該公司的公司文化一直被外界所詬病，並認為是不合時宜。
在營運層面方面，部份東鐵的月台長會把電氣化火車稱之為「客車」（直至兩鐵合併後仍有出現），但「客車」一詞是指東鐵未實施電氣化時以柴油機車牽引的載客車卡，而現時的習慣會稱之為「列車」，令乘客似懂但又不懂的。
在管理層方面，一些中層管理人員只准下屬只可按上級的意願來工作，並不喜歡其下屬自發地做一些原有工作範圍以外的工作，即使下屬多做一點點也要責備。結果令到一线員工有一個「少做少錯，不做便會沒有錯」的心理。因為員工們就認為鐵路意外是需要數項錯誤同時出現才會發生。故此員工們都有一個心態，若只犯上一個工作上的輕微失誤，員工們都只會感到該失誤是無傷大雅。
而九鐵公司內部亦有一種「理想主義文化」，所有問題都要有待事情解決後，有詳細的數據才上報，而有關的員工大多也只會自行解決問題。而上報的時候，即使中層員工沒有蓄意隱瞞，但由於資料不清晰，令到即使是管理局的成員也不能即時知道有關運作上的問題。九鐵管理局主席田北辰亦指出，這做法已不能符合現今社會對透明度的迫切性要求，即使自從田氏由2001年擔任九鐵管理局主席以來也未能成功改變這種文化。

## 歷任主要成員
- 管理局主席
  - 霍士傑（1982年12月24日至1990年12月23日）
  - 夏啟宏（主席兼行政總裁）（1990年12月24日至1996年12月23日）
  - 楊啟彥（主席兼行政總裁）（1996年12月24日至2001年12月23日）
  - 田北辰（2001年12月24日至2007年12月1日）
  - 陳家強（財經事務及庫務局局長兼任）（2007年12月2日至2017年6月30日）
  - 劉怡翔（財經事務及庫務局局長兼任）（2017年7月1日至2020年4月22日）
  - 許正宇（財經事務及庫務局局長兼任）（2020年4月22日至今）
- 總經理
  - 侯偉志（臨時董事局候任總裁）（1982年1月1日至1983年1月31日）
  - 侯偉志（1983年2月1日至1983年12月18日）
  - 喬沛德（候任總經理）（1983年11月26日至1983年12月18日）
  - 喬沛德（1983年12月19日至1990年8月31日）
  - 夏啟宏（候任主席兼總經理）（1990年8月18日至1990年12月23日）
- 行政總裁
  - 夏啟宏（主席兼行政總裁）（1990年12月24日至1996年12月23日）
  - 楊啟彥（主席兼行政總裁）（1996年12月24日至2001年12月23日）
  - 楊啟彥（2001年12月24日至2003年12月31日）
  - 黎文熹（署理行政總裁）（2004年1月1日至2006年4月30日）
  - 詹伯樂（候任行政總裁）（2006年3月22日至2006年4月30日）
  - 詹伯樂（2006年5月1日至2007年12月1日）
- 總裁
  - 詹伯樂（2007年12月2日至2012年12月31日）
  - 梁廣灝（候任總裁）（2012年11月至2012年12月31日）
  - 梁廣灝（2013年1月1日至2019年6月30日）
  - 馬利德 （候任總裁）（2019年6月1日至2019年6月30日）
  - 馬利德 （2019年7月1日起）

## 里程碑及大事表
| 年份   | 月份 | 九鐵里程碑及重大事件                                                                           |
| ------ | ---- | ---------------------------------------------------------------------------------------------- |
| 1982年 | 12月 | 九廣鐵路公司成立，臨時總部設於尖沙咀帝國中心。                                                 |
| 1983年 | 2月  | 九鐵公司正式接收九廣鐵路局所有資產，成為九鐵營運者。                                           |
| 1983年 | 5月  | 已簽約的原九廣鐵路局公務員自該月起，改隸九鐵公司。                                             |
| 1983年 | 7月  | 九鐵由紅磡至羅湖全面電氣化。                                                                   |
| 1983年 | 11月 | 九鐵公司遷入沙田九廣鐵路大廈，為該公司第一代永久總部。                                         |
| 1986年 | 9月  | 九鐵推出接駁巴士服務。                                                                         |
| 1988年 | 8月  | 九鐵首個物業發展項目屯門海翠花園落成。                                                         |
| 1988年 | 9月  | 輕鐵投入服務。                                                                                 |
| 1989年 | 6月  | 九鐵批出何東樓維修中心重建物業發展項目（即駿景園及九廣鐵路公司大樓）。                         |
| 1995年 | 3月  | 駿景園第一期推售。                                                                             |
| 1995年 | 4月  | 九鐵公司再遷入火炭九廣鐵路公司大樓，為該公司第二代永久總部。                                   |
| 1997年 | 5月  | 京九、滬九直通車投入服務。                                                                     |
| 1997年 | 11月 | 九鐵成為亞洲首家獲取ISO 9001企業證書的公共運輸機構。                                           |
| 1998年 | 8月  | 九鐵自置的首列電氣化雙層直通車Ktt 「九廣通」 投入服務。                                        |
| 1998年 | 10月 | 西鐵動工。                                                                                     |
| 1999年 | 7月  | 九鐵發行首批10億美元國際債券。                                                                 |
| 2000年 | 3月  | 九鐵發行10億美元環球債券。                                                                     |
| 2001年 | 2月  | 馬鞍山鐵路（馬鐵）動工。                                                                       |
| 2001年 | 4月  | 尖沙咀支線動工。                                                                               |
| 2002年 | 6月  | 九鐵投得沙田至中環線的建造及經營權。                                                           |
| 2002年 | 9月  | 政府邀請九鐵建造及經營九龍南線。                                                               |
| 2002年 | 11月 | 九鐵批出何東樓（A地塊）物業發展項目（今御龍山）。                                              |
| 2002年 | 12月 | 位於紅磡灣的聯營發展項目國際都會落成。                                                         |
| 2003年 | 1月  | 落馬洲支線動工。                                                                               |
| 2003年 | 12月 | 西鐵通車。輕鐵天水圍支線投入服務。                                                             |
| 2004年 | 2月  | 政府邀請九鐵與地鐵有限公司就擬議合併一事展開商討。                                             |
| 2004年 | 4月  | 粵港直通車增加至每日12對。                                                                     |
| 2004年 | 9月  | 九鐵與多家本地及國際銀行簽約，籌組80億港元銀團貸款。尖沙咀支線通車。                           |
| 2004年 | 10月 | 尖沙咀支線通車。                                                                               |
| 2004年 | 12月 | 馬鐵通車。                                                                                     |
| 2005年 | 6月  | 九鐵批出馬鐵沿線首個物業發展項目- 烏溪沙站的聯營項目（今銀湖·天峰）。                          |
| 2005年 | 6月  | 九鐵向政府提交北環線項目建議書。                                                               |
| 2005年 | 8月  | 九鐵列車上的乘客資訊系統「新聞直線」啟播。                                                     |
| 2005年 | 11月 | 九龍南線動工。                                                                                 |
| 2005年 | 12月 | 東鐵車底裂縫事件。                                                                             |
| 2006年 | 2月  | 政府要求九鐵就北環線及廣深港高速鐵路香港段以綜合項目的形式作進一步的規劃。                     |
| 2006年 | 3月  | 九鐵公司管治問題及署理行政總裁黎文熹辭職。                                                     |
| 2006年 | 4月  | 政府公布有關九鐵與地鐵系統合併的建築架構及條件。                                               |
| 2006年 | 4月  | 九鐵批出佔地7.1公頃的大圍維修中心上蓋物業發展項目（今名城）。                                  |
| 2006年 | 8月  | 九鐵批出西鐵沿線首個物業發展項目-西鐵屯門站的聯營項目（今瓏門）。                              |
| 2007年 | 6月  | 立法會通過兩鐵合併條例草案，規定地鐵租賃九鐵路線50年，並可予延續，同時獲所有九鐵上蓋項目權益。 |
| 2007年 | 8月  | 落馬洲支線通車。                                                                               |
| 2007年 | 10月 | 政府刊登憲報，指出2007年12月2日為兩鐵合併條例的生效日期。                                      |
| 2007年 | 12月 | 九鐵與地鐵系統合併營運，地鐵易名港鐵。                                                         |
| 2024年 | 5月  | 九鐵還清最後一筆債項，至此再無負債。                                                           |

## 品牌廣告
- 1991年「火車遊戲」